# Miradouro do Topo

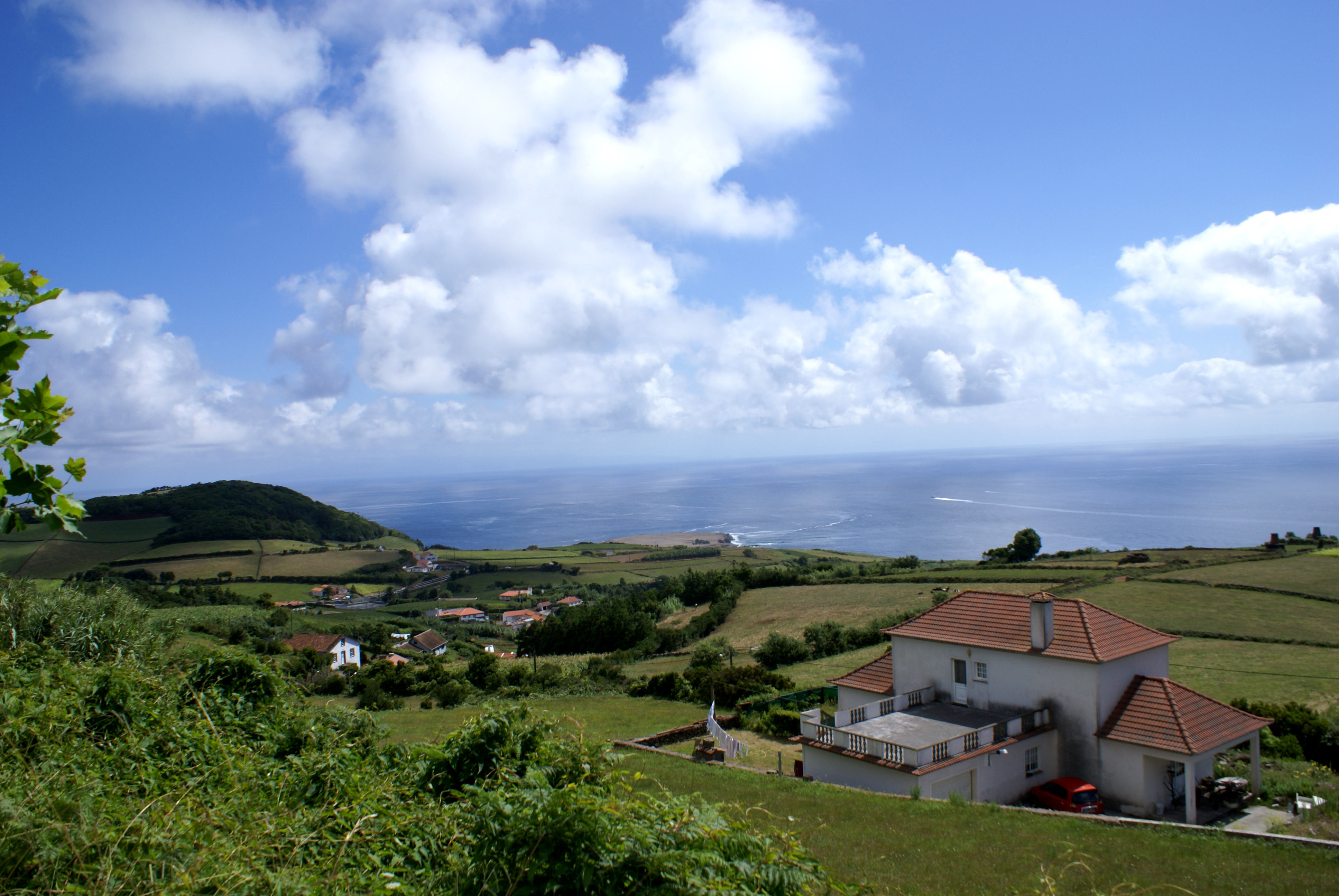
Miradouro do Topo, casario.

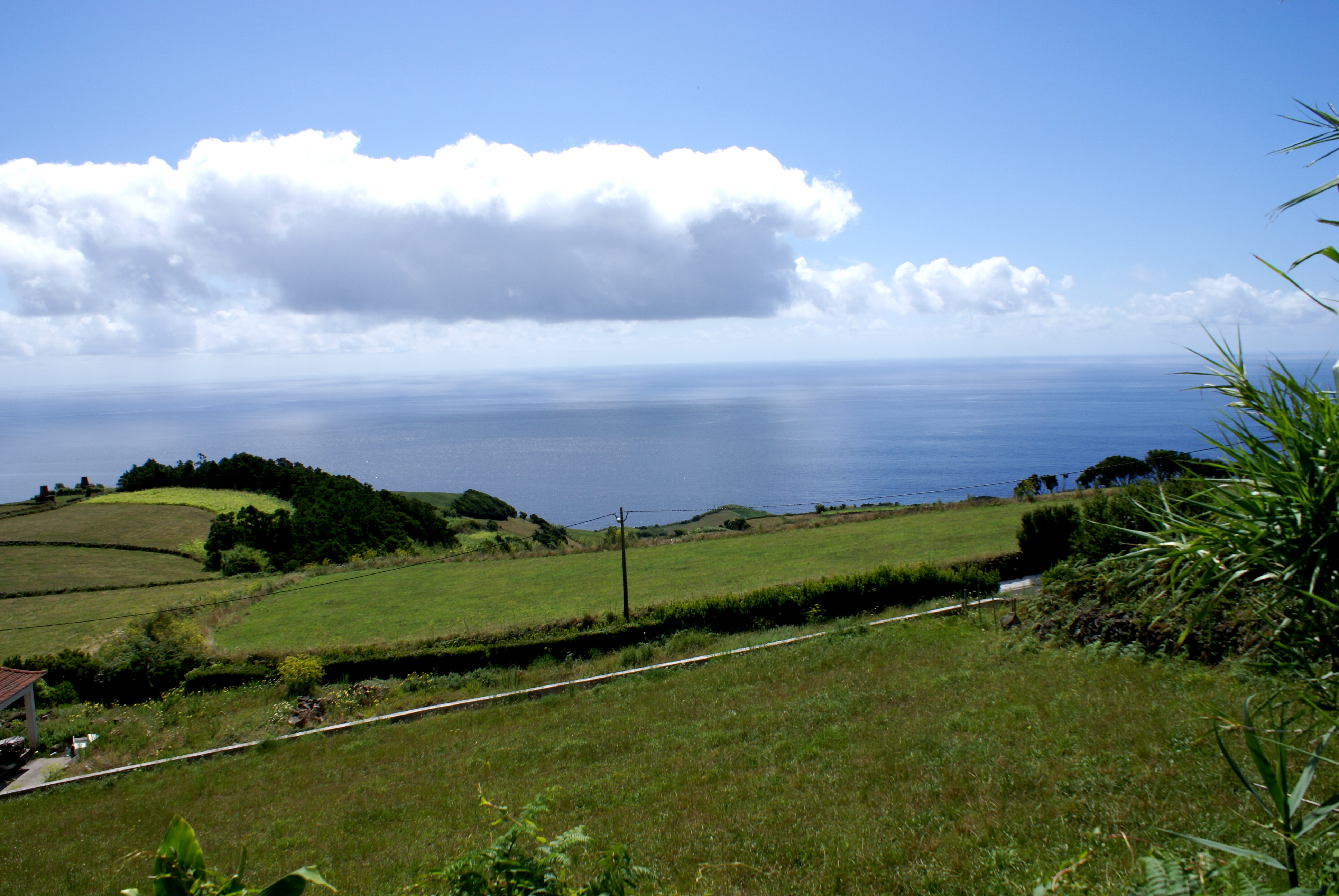
Miradouro do Topo, pastagem.

O  Miradouro do Topo é um miradouro português localizado nas cercanias da Vila do Topo, concelho da Calheta, ilha de São Jorge, arquipélago dos Açores.
Este miradouro oferece uma vista que se estende por toda uma paisagem que vai desde o cimo das montanhas do Complexo Vulcânico do Topo até à ilha Terceira, distante no outro lado do canal que separa as duas ilhas, é possível apreciar uma amplitude de horizonte extremamente vasta. Ao fundo, junto ao mar, estende-se o casario do início da Vila do Topo.
Este miradouro foi construído em 2005 por iniciativa da Secretaria Regional da Habitação e Equipamento.

## Galeria

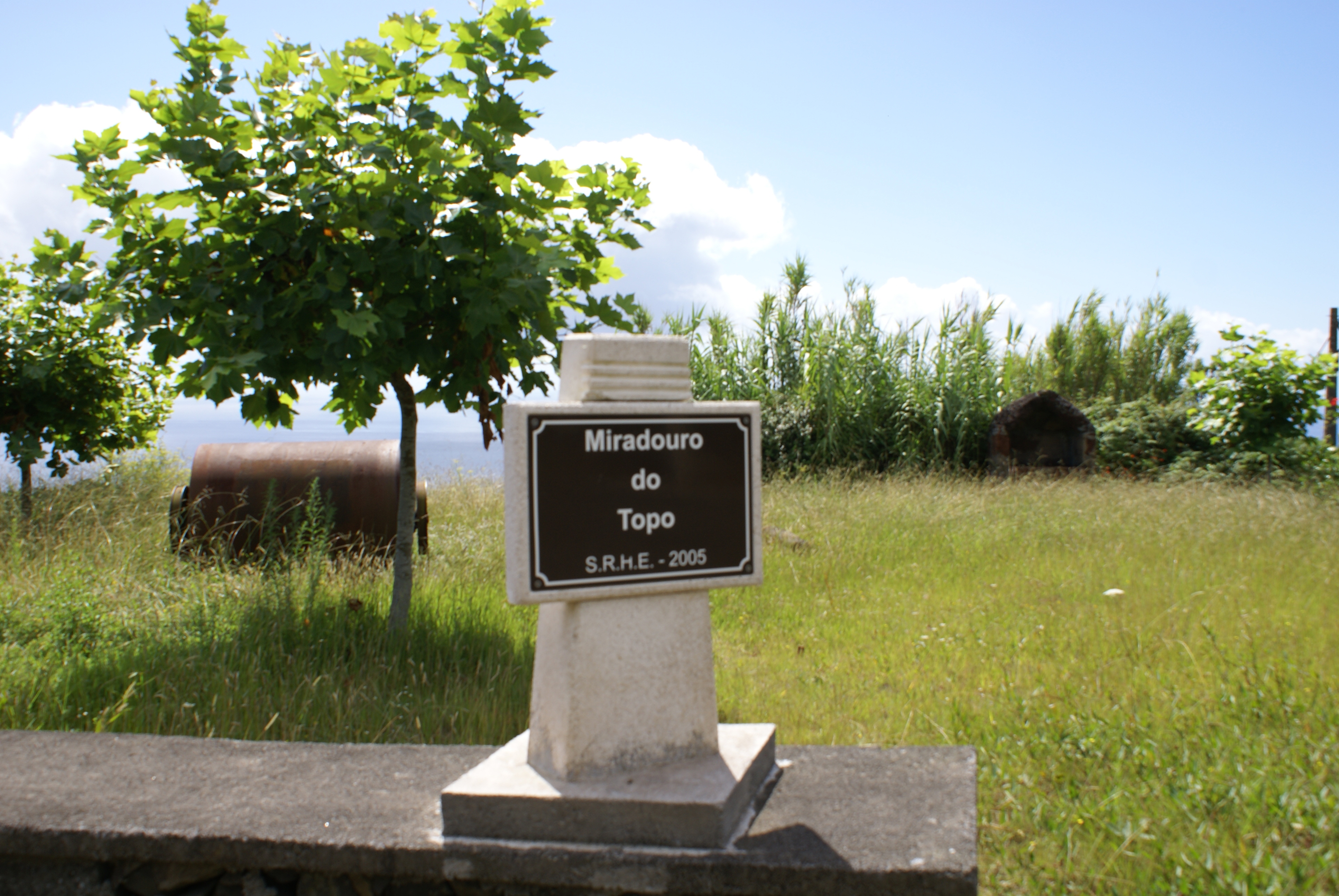
Miradouro do Topo, placa indicativa